# Бога (Албанија)
Бога (алб. Bogë) је насељено место у општини Велика Малесија у округу Скадар, Албанија. Према попису из 1989. године било је 580 становника.
Бога су једно од насеља и родова малисорског племена Клименти. Српски етнолог Андрија Јовићевић, 1923. године наводи да Бога имају око 40 кућа и 350 житеља.